# エムデン (フリゲート・初代)
エムデン（ドイツ語: Emden, F 221）とは、西ドイツ海軍のフリゲートであり、ケルン級フリゲートの2番艦である。
艦名はニーダーザクセン州のエムデン市に由来する。この名を冠するドイツ海軍艦艇としては4代目。

## 艦歴
「エムデン」はH.C.ストラッケン&ゾーン ハンブルク造船所において1958年4月15日に起工、翌1959年3月21日に進水式が行われた。その後艤装と試験航海を経て、1961年10月24日に西ドイツ海軍に就役した。
西ドイツ海軍就役後、「エムデン」は他の姉妹艦と共にクックスハーフェン（Cuxhaven）を母港とする第2護衛艦戦隊（2. Geleitgeschwader）に配属された。後の1968年に、第2護衛艦戦隊は母港をヴィルヘルムスハーフェンに移転させている。
就役後は西ドイツ海軍の戦力の一端を担ってきたが、1979年に入ると新型のブレーメン級フリゲートの建造・就役が始まったため、「エムデン」は1983年6月30日に西ドイツ海軍から退役した。
退役後の「エムデン」は1983年9月17日にトルコ海軍に引き渡されて「D361 ゲムリク」の名で再就役したが、1989年にトルコ海軍から退役した。「D361 ゲムリク」の名は同年に西ドイツ海軍を退役した「F225 ブラウンシュヴァイク」が襲名したうえで再就役した。